# 阿卜杜勒·吉拉尼
阿卜杜勒·卡迪尔·吉拉尼（英語：Abdul Qadir Jeelani，1954年2月10日—），原名加里·科尔（Gary Cole），美国NBA联盟的前职业篮球运动员。